# Quiina amazonica
Quiina amazonica là một loài thực vật có hoa trong họ Ochnaceae. Loài này được A.C.Sm. miêu tả khoa học đầu tiên năm 1939.